# Madden NFL 12
Madden NFL 12 è un videogioco sportivo sviluppato e pubblicato dall'Electronic Arts nel 2011 per le principali piattaforme di gioco. Il gioco fa parte della serie Madden NFL.
Il 9 agosto è stata pubblicata la demo, dove viene riproposta la NFC Conference Championship tra Chicago Bears e Green Bay Packers
Il gioco presenta Peyton Hillis come atleta in copertina.